# Rumunia na Zimowych Igrzyskach Olimpijskich 2018
Rumunia na Zimowych Igrzyskach Olimpijskich 2018 – 27-osobowa reprezentacja Rumunii na Zimowych Igrzyskach Olimpijskich 2018 w Pjongczangu.
Kadra liczy 18 mężczyzn i 9 kobiet. W reprezentacji Rumunii znaleźli się przedstawiciele 8 dyscyplin z 15 rozgrywanych na igrzyskach.

## Skład reprezentacji

### Biathlon
Źródło:

#### Kobiety
- Éva Tófalvi

| Konkurencja       | Zawodniczka | Strzelanie  | Czas    | Strata   | Miejsce |
| ----------------- | ----------- | ----------- | ------- | -------- | ------- |
| Sprint            | Éva Tófalvi | 4 (2+2)     | 25:20,0 | +4:13,8  | 81.     |
| Bieg indywidualny | Éva Tófalvi | 7 (1+2+4+0) | 52:13,7 | +11:06,5 | 84.     |

#### Mężczyźni
- George Buta
- Remus Faur
- Gheorghe Pop
- Cornel Puchianu
- Marius Ungureanu

| Konkurencja       | Zawodnik         | Strzelanie  | Czas    | Strata  | Miejsce |
| ----------------- | ---------------- | ----------- | ------- | ------- | ------- |
| Sprint            | Remus Faur       | 1 (0+1)     | 26:03,3 | +2:24,5 | 68.     |
| Sprint            | Gheorge Pop      | 5 (2+3)     | 28:04,4 | +4:25,6 | 86.     |
| Sprint            | Cornel Puchianu  | 1 (1+0)     | 25:52,7 | 2:13,9  | 60.     |
| Sprint            | Marius Ungureanu | 4 (2+2)     | 28:59,1 | +5:20,3 | 87.     |
| Bieg pościgowy    | Cornel Puchianu  | 5 (1+1+2+1) | 39:37,6 | +6:45,9 | 58.     |
| Bieg indywidualny | George Buta      | 1 (0+0+1+0) | 51:55,6 | +3:51,8 | 37.     |
| Bieg indywidualny | Remus Faur       | 0 (0+0+0+4) | 55:01,5 | +6:57,7 | 74.     |
| Bieg indywidualny | Gheorge Pop      | 3 (2+0+1+0) | 54:40,1 | +6:36,3 | 69.     |
| Bieg indywidualny | Cornel Puchianu  | 4 (0+2+0+2) | 53:12,1 | +5:08,3 | 55.     |

### Biegi narciarskie
Źródło:

#### Kobiety
- Timea Lörincz

| Konkurencja       | Zawodniczka   | Styl klasyczny | Styl klasyczny | Styl łączony | Styl łączony | Finał   | Finał   | Finał   |
| Konkurencja       | Zawodniczka   | Czas           | Miejsce        | Czas         | Miejsce      | Czas    | Strata  | Miejsce |
| ----------------- | ------------- | -------------- | -------------- | ------------ | ------------ | ------- | ------- | ------- |
| Bieg indywidualny | Timea Lörincz | N/D            | N/D            | N/D          | N/D          | 28:40,9 | +3:40,4 | 53.     |

#### Mężczyźni
- Alin Florin Cioancă
- Paul Constantin Pepene

| Konkurencja       | Zawodnik               | Styl klasyczny | Styl klasyczny | Styl dowolny | Styl dowolny | Finał     | Finał   | Finał   |
| Konkurencja       | Zawodnik               | Czas           | Miejsce        | Czas         | Miejsce      | Czas      | Strata  | Miejsce |
| ----------------- | ---------------------- | -------------- | -------------- | ------------ | ------------ | --------- | ------- | ------- |
| Bieg łączony      | Paul Constantin Pepene | 41:42,6        | 23.            | 36:37,8      | 24.          | 1:18:20,4 | +2:00,4 | 24      |
| Bieg indywidualny | Alin Florin Cioancă    | N/D            | N/D            | N/D          | N/D          | 36:31,9   | +2:48,0 | 43.     |
| Bieg indywidualny | Paul Constantin Pepene | N/D            | N/D            | N/D          | N/D          | 36:19,1   | +2:35,2 | 37.     |

#### Kobiety
- Timea Lörincz

| Konkurencja | Zawodniczka   | Kwalifikacje | Kwalifikacje | Ćwierćfinał                         | Ćwierćfinał                         | Półfinał                            | Półfinał                            | Finał                               | Finał                               |
| Konkurencja | Zawodniczka   | Czas         | Miejsce      | Czas                                | Miejsce                             | Czas                                | Miejsce                             | Czas                                | Miejsce                             |
| ----------- | ------------- | ------------ | ------------ | ----------------------------------- | ----------------------------------- | ----------------------------------- | ----------------------------------- | ----------------------------------- | ----------------------------------- |
| Sprint      | Timea Lörincz | 3:48,84      | 61.          | Zawodniczka nie zakwalifikowała się | Zawodniczka nie zakwalifikowała się | Zawodniczka nie zakwalifikowała się | Zawodniczka nie zakwalifikowała się | Zawodniczka nie zakwalifikowała się | Zawodniczka nie zakwalifikowała się |

#### Mężczyźni
- Alin Florin Cioancă

| Konkurencja | Zawodnik            | Kwalifikacje | Kwalifikacje | Ćwierćfinał                     | Ćwierćfinał                     | Półfinał                        | Półfinał                        | Finał                           | Finał                           |
| Konkurencja | Zawodnik            | Czas         | Miejsce      | Czas                            | Miejsce                         | Czas                            | Miejsce                         | Czas                            | Miejsce                         |
| ----------- | ------------------- | ------------ | ------------ | ------------------------------- | ------------------------------- | ------------------------------- | ------------------------------- | ------------------------------- | ------------------------------- |
| Sprint      | Alin Florin Cioancă | 3:22,22      | 47.          | Zawodnik nie zakwalifikował się | Zawodnik nie zakwalifikował się | Zawodnik nie zakwalifikował się | Zawodnik nie zakwalifikował się | Zawodnik nie zakwalifikował się | Zawodnik nie zakwalifikował się |

### Bobsleje
Źródło:

#### Kobiety
- Maria Adela Constantin
- Andreea Grecu

| Konkurencja   | Zawodnik                             | 1. przejazd | 1. przejazd | 2. przejazd | 2. przejazd | 3. przejazd | 3. przejazd | 4. przejazd | 4. przejazd | Suma    | Suma    |
| Konkurencja   | Zawodnik                             | Czas        | Miejsce     | Czas        | Miejsce     | Czas        | Miejsce     | Czas        | Miejsce     | Czas    | Miejsce |
| ------------- | ------------------------------------ | ----------- | ----------- | ----------- | ----------- | ----------- | ----------- | ----------- | ----------- | ------- | ------- |
| Dwójki kobiet | Maria Adela Constantin Andreea Grecu | 51,17       | 12.         | 51,40       | 15.         | 51,39       | 14.         | 51,57       | 19.         | 3:25,53 | 16.     |

#### Mężczyźni
- Levente Andrei Bartha
- Florin Cezar Crăciun
- Nicolae Ciprian Daroczi
- Dorin Alexandru Grigore
- Paul Septimiu Muntean (Rezerwowy)
- Mihai Cristian Tentea

| Konkurencja      | Zawodnik                                                                                 | 1. przejazd | 1. przejazd | 2. przejazd | 2. przejazd | 3. przejazd | 3. przejazd | 4. przejazd | 4. przejazd | Suma    | Suma    |
| Konkurencja      | Zawodnik                                                                                 | Czas        | Miejsce     | Czas        | Miejsce     | Czas        | Miejsce     | Czas        | Miejsce     | Czas    | Miejsce |
| ---------------- | ---------------------------------------------------------------------------------------- | ----------- | ----------- | ----------- | ----------- | ----------- | ----------- | ----------- | ----------- | ------- | ------- |
| Dwójki mężczyzn  | Nicolae Ciprian Daroczi Mihai Cristian Tentea                                            | 49,69       | 14.         | 49,72       | 17.         | 49,93       | 25.         | 49,64       | 12.         | 3:18,98 | 18.     |
| Czwórki mężczyzn | Levente Andrei Bartha Florin Cezar Crăciun Dorin Alexandru Grigore Paul Septimiu Muntean |             |             |             |             |             |             |             |             |         |         |

### Łyżwiarstwo szybkie
Źródło:

#### Kobiety
- Alexandra Ianculescu

| Konkurencja | Zawodniczka          | Finał | Finał  | Finał   |
| Konkurencja | Zawodniczka          | Czas  | Strata | Miejsce |
| ----------- | -------------------- | ----- | ------ | ------- |
| 500 metrów  | Alexandra Ianculescu | 40,70 | 3,76   | 31.     |

### Narciarstwo alpejskie
Źródło:

#### Kobiety
- Ania Monica Caill

| Konkurencja   | Zawodniczka       | Zjazd 1. | Zjazd 1. | Zjazd 2. | Zjazd 2. | Suma    | Suma    |
| Konkurencja   | Zawodniczka       | Czas     | Miejsce  | Czas     | Miejsce  | Czas    | Miejsce |
| ------------- | ----------------- | -------- | -------- | -------- | -------- | ------- | ------- |
| Zjazd         | Ania Monica Caill | N/A      | N/A      | N/A      | N/A      | 1:45,06 | 28.     |
| Supergigant   | Ania Monica Caill | N/A      | N/A      | N/A      | N/A      | 1:25,74 | 36.     |
| Slalom Gigant | Ania Monica Caill | DNS      | DNS      | DNS      | DNS      | DNS     | DNS     |

#### Mężczyźni
- Alexandru Barbu

| Konkurencja   | Zawodnik        | Zjazd 1. | Zjazd 1. | Zjazd 2. | Zjazd 2. | Suma    | Suma    |
| Konkurencja   | Zawodnik        | Czas     | Miejsce  | Czas     | Miejsce  | Czas    | Miejsce |
| ------------- | --------------- | -------- | -------- | -------- | -------- | ------- | ------- |
| Slalom Gigant | Alexandru Barbu | 1:19,74  | 66.      | 1:17,40  | 52.      | 2:37,14 | 55.     |
| Slalom        | Alexandru Barbu | DNF      | DNF      | DNF      | DNF      | DNF     | DNF     |

### Saneczkarstwo
Źródło:

#### Kobiety
- Raluca Strămăturaru

| Konkurencja | Zawodniczka         | 1. przejazd | 1. przejazd | 2. przejazd | 2. przejazd | 3. przejazd | 3. przejazd | 4. przejazd | 4. przejazd | Suma     | Suma    |
| Konkurencja | Zawodniczka         | Czas        | Miejsce     | Czas        | Miejsce     | Czas        | Miejsce     | Czas        | Miejsce     | Czas     | Miejsce |
| ----------- | ------------------- | ----------- | ----------- | ----------- | ----------- | ----------- | ----------- | ----------- | ----------- | -------- | ------- |
| Jedynki     | Raluca Strămăturaru | 46,469      | 8.          | 46,532      | 12.         | 46,606      | 9.          | 46,681      | 6.          | 3:06,288 | 7.      |

#### Mężczyźni
- Cosmin Atodiresei
- Valentin Crețu
- Ștefan Musei
- Andrei Turea

| Konkurencja | Zawodnik                       | 1. przejazd | 1. przejazd | 2. przejazd | 2. przejazd | 3. przejazd | 3. przejazd | 4. przejazd | 4. przejazd | Suma     | Suma    |
| Konkurencja | Zawodnik                       | Czas        | Miejsce     | Czas        | Miejsce     | Czas        | Miejsce     | Czas        | Miejsce     | Czas     | Miejsce |
| ----------- | ------------------------------ | ----------- | ----------- | ----------- | ----------- | ----------- | ----------- | ----------- | ----------- | -------- | ------- |
| Jedynki     | Valentin Crețu                 | 49,030      | 28.         | 49,085      | 33.         | 48,424      | 26.         | NQ          | NQ          | 2:26.539 | 29.     |
| Jedynki     | Andrei Turea                   | 49,482      | 32.         | 48,489      | 26.         | 49,314      | 35.         | NQ          | NQ          | 2:27.285 | 31.     |
| Dwójki      | Cosmin Atodiresei Ștefan Musei | 47,101      | 18.         | 47,171      | 19.         |             |             |             |             | 1:35,717 | 19.     |

#### Sztafeta
| Konkurencja | Zawodnicy                      | 1. przejazd | 1. przejazd | 2. przejazd | 2. przejazd | Suma   | Suma    | Łączna suma | Łączna suma |
| Konkurencja | Zawodnicy                      | Czas        | Miejsce     | Czas        | Miejsce     | Czas   | Miejsce | Czas        | Miejsce     |
| ----------- | ------------------------------ | ----------- | ----------- | ----------- | ----------- | ------ | ------- | ----------- | ----------- |
| Sztafeta    | Raluca Strămăturaru            | 24,275      | 7.          | 34,918      | 3.          | 47,097 | 3.      | 2:26,844    | 10.         |
| Sztafeta    | Valentin Crețu                 | 26,430      | 12.         | 37,205      | 12.         | 49,609 | 12.     | 2:26,844    | 10.         |
| Sztafeta    | Cosmin Atodiresei Ștefan Musei | 26,632      | 12.         | 37,466      | 12.         | 50,138 | 12.     | 2:26,844    | 10.         |

### Skeleton
Źródło:

#### Kobiety
- Maria Marinela Mazilu

| Konkurencja | Zawodnikczka          | 1. przejazd | 1. przejazd | 2. przejazd | 2. przejazd | 3. przejazd | 3. przejazd | 4. przejazd | 4. przejazd | Suma    | Suma    |
| Konkurencja | Zawodnikczka          | Czas        | Miejsce     | Czas        | Miejsce     | Czas        | Miejsce     | Czas        | Miejsce     | Czas    | Miejsce |
| ----------- | --------------------- | ----------- | ----------- | ----------- | ----------- | ----------- | ----------- | ----------- | ----------- | ------- | ------- |
| Ślizg       | Maria Marinela Mazilu | 53,31       | 18.         | 53,47       | 19.         | 53,48       | 18.         | 53,66       | 19.         | 3:33,92 | 18.     |

#### Mężczyźni
- Dorin Velicu

| Konkurencja | Zawodnik     | 1. przejazd | 1. przejazd | 2. przejazd | 2. przejazd | 3. przejazd | 3. przejazd | 4. przejazd | 4. przejazd | Suma    | Suma    |
| Konkurencja | Zawodnik     | Czas        | Miejsce     | Czas        | Miejsce     | Czas        | Miejsce     | Czas        | Miejsce     | Czas    | Miejsce |
| ----------- | ------------ | ----------- | ----------- | ----------- | ----------- | ----------- | ----------- | ----------- | ----------- | ------- | ------- |
| Ślizg       | Dorin Velicu | 51,91       | 25.         | 51,51       | 22.         | 52,02       | 27.         | NQ          | NQ          | 2,35.44 | 25.     |

### Skoki narciarskie
Źródło:

#### Kobiety
- Daniela Haralambie

| Konkurencja       | Zawodniczka        | Runda 1.  | Runda 1. | Runda 1. | Runda 2.  | Runda 2. | Runda 2. | Suma   | Suma    |
| Konkurencja       | Zawodniczka        | Odległość | Punkty   | Miejsce  | Odległość | Punkty   | Miejsce  | Punkty | Miejsce |
| ----------------- | ------------------ | --------- | -------- | -------- | --------- | -------- | -------- | ------ | ------- |
| Skocznia normalna | Daniela Haralambie | 80,5      | 66,5     | 27. Q    | 85,0      | 84,3     | 20.      | 248,8  | 25.     |